# Asociaciones de América
Se entiende por asociaciones de América a aquellas uniones, tratados o pactos entre más de dos naciones en las áreas de la Integración, la Seguridad, la Economía o la Política, entre otras...más elementos

## Integración en General
- ALBA
- Alianza del Pacífico
- ALCA
- Asociación de Estados del Caribe(AEC)
- Asociación Latinoamericana de Integración
- Comunidad de Estados Latinoamericanos y Caribeños
- Organización del Tratado de Cooperación Amazónica
- Organización de los Estados Americanos
- Organización de Estados Centroamericanos (ODECA)
- Sistema de la Integración Centroamericana (SICA)
- Unión de Naciones Suramericanas
- Foro para el Progreso de América del Sur (Prosur)
- Comunidad Andina de Naciones

## Economía y Libre Comercio
- Grupo de los Tres (G.3)
- Sistema Económico Latinoamericano
- Banco Interamericano de Desarrollo (BID)
- Tratado de Libre Comercio de América del Norte (TLCAN)
- Asociación Latinoamericana de Libre Comercio
- Comisión Económica para América Latina y el Caribe (CEPAL)
- Mercosur

## Culturales, Educativas, Deportivas y de Bienestar Social
- Universidad Andina Simón Bolívar
- Organización Panamericana de la Salud
- CONMEBOL

- Datos: Q5708395